# Wybory prezydenckie na Ukrainie w 2014 roku

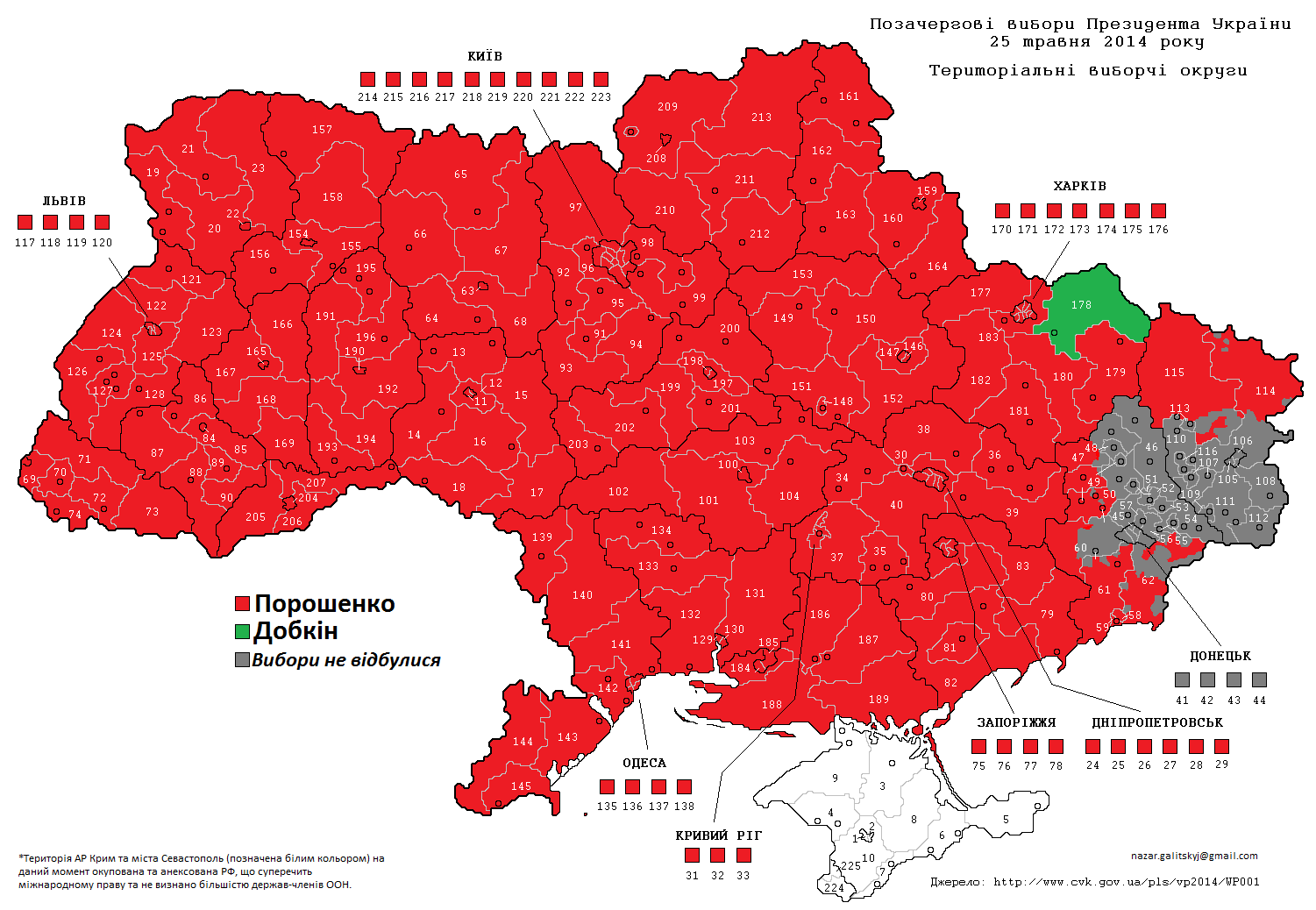
Wybory prezydenckie 2014 - zwycięzcy w okręgach wyborczych

Wybory prezydenckie na Ukrainie w 2014 roku – przedterminowe wybory prezydenta Ukrainy rozpisane przez Radę Najwyższą Ukrainy po odwołaniu ze stanowiska Wiktora Janukowycza na 25 maja 2014. Wybory wygrał w pierwszej turze kandydat opozycji Petro Poroszenko, zdobywając 54,70% głosów. Drugi wynik uzyskała Julia Tymoszenko (12,81% głosów).

## Tło
22 lutego 2014 Rada Najwyższa stosunkiem głosów 328-0 odwołała ze stanowiska prezydenta Ukrainy Wiktora Janukowycza na skutek protestów Wcześniej tego dnia Ołeksandr Turczynow, zastępca przewodniczącego partii Batkiwszczyna, został mianowany przewodniczącym Rady Najwyższej i został uznany za prezydenta Ukrainy.

## Przed wyborami
22 lutego Julia Tymoszenko zapowiedziała start w wyborach prezydenckich,
25 lutego udział w wyborach zapowiedział lider partii UDAR Witalij Kłyczko. 29 marca Kłyczko ogłosił o wycofaniu się z ubiegania się o prezydenturę. Jednocześnie poinformował o swoim poparciu dla kandydatury Petra Poroszenki.
5 marca ośrodek Socis opublikował sondaż przeprowadzony w dniach 25 lutego – 4 marca według którego pierwsze miejsce zajmował Petro Poroszenko z wynikiem 21,3%. Na drugim miejscu znalazł się lider partii UDAR Witalij Kłyczko z 14,6% głosów. Trzecie miejsce z wynikiem 9,7% zajęła była premier Julia Tymoszenko
16 maja z wyborów wycofał się kandydat Komunistycznej Partii Ukrainy Petro Symonenko.
19 maja 2014 premier Arsenij Jaceniuk powiedział, że planowane wybory prezydenckie odbędą się we wszystkich krajowych obwodach i nic nie stanie na drodze by to uniemożliwić. Jednak łącznie w obwodzie donieckim i ługańskim zablokowano 18 komisji wyborczych. W obu obwodach powinny działać 34 okręgowe komisje wyborcze.

### Oficjalnie zarejestrowani
| Kandydaci: |                    |                                         |
| Zdjęcie    | Imię i nazwisko    | Partia wystawiająca kandydata           |
|            | Olha Bohomołeć     | niezależna                              |
|            | Jurij Bojko        | Partia Regionów                         |
|            | Mychajło Dobkin    | Partia Regionów, oficjalny kandydat     |
|            | Andrij Hrynenko    | niezależny                              |
|            | Anatolij Hrycenko  | Pozycja Obywatelska                     |
|            | Dmytro Jarosz      | Prawy Sektor                            |
|            | Ołeksandr Kłymenko | Ukraińska Partia Ludowa                 |
|            | Wasyl Kujbida      | Ludowy Ruch Ukrainy                     |
|            | Renat Kuźmin       | (niezależny)                            |
|            | Ołeh Laszko        | Partia Radykalna Ołeha Laszki           |
|            | Mykoła Małomuż     | (niezależny)                            |
|            | Petro Poroszenko   | (niezależny)                            |
|            | Wadym Rabinowycz   | (niezależny)                            |
|            | Petro Symonenko    | Komunistyczna Partia Ukrainy            |
|            | Serhij Tihipko     | Partia Regionów                         |
|            | Ołeh Tiahnybok     | Ogólnoukraińskie Zjednoczenie „Swoboda” |
|            | Julia Tymoszenko   | Batkiwszczyna                           |

## Wyniki wyborów
| Kandydat             | Głosy     | %     |
| -------------------- | --------- | ----- |
| Petro Poroszenko     | 9 857 308 | 54,70 |
| Julia Tymoszenko     | 2 310 130 | 12,81 |
| Ołeh Laszko          | 1 500 377 | 8,32  |
| Anatolij Hrycenko    | 989 029   | 5,48  |
| Serhij Tihipko       | 943 350   | 5,23  |
| Mychajło Dobkin      | 546 138   | 3,03  |
| Wadym Rabinowycz     | 406 301   | 2,25  |
| Olha Bohomołeć       | 345 384   | 1,91  |
| Petro Symonenko      | 272 723   | 1,51  |
| Ołeh Tiahnybok       | 210 476   | 1,16  |
| Dmytro Jarosz        | 127 772   | 0,70  |
| Andrii Hrynenko      | 73 277    | 0,40  |
| Wałerij Konowaluk    | 69 569    | 0,38  |
| Jurij Bojko          | 35 928    | 0,19  |
| Mykoła Małomuż       | 23 771    | 0,13  |
| Renat Kuźmin         | 18 689    | 0,10  |
| Wasyl Kujbida        | 12 391    | 0,06  |
| Ołeksandr Kłymenko   | 10 545    | 0,05  |
| Wasyl Cuszko         | 10 434    | 0,05  |
| Wołodymyr Saranow    | 6232      | 0,03  |
| Zorian Szkiriak      | 5021      | 0,02  |
| Glosy nieważne/puste | 244 659   | 1,35  |